# Länsväg Z 815
Länsväg 815, egentligen Länsväg Z-815 (Länsbokstaven för Jämtlands län särskiljer vägen), går från Lidsjöberg till Sjoutnäset.

## Sträckning
(Lidsjöberg) - Talledet (Lv 342) - Risede - Svansele - Inviken - Sjoutnäset - Trångmon - (Härbergsdalen). Enskild väg mellan Trångmon och Härbergsdalen.
Vägnumret 815 skyltas inte och sätts inte ut på allmänna vägkartor.